# Batalla de Lade (494 aC)
|  | Per a altres significats, vegeu «Batalla de Lade (201 aC)». |

La batalla naval de Lade  va tenir lloc l'any 494 aC i va enfrontar jònics i perses. Va suposar la fi de la Revolta Jònica.

## Història
La revolta grega havia enfurismat Darios I, que va reunir les seves naus, aproximadament unes 600, i es va dirigir a la batalla. Els grecs van decidir que per terra estarien perduts així que enfocar les seves esperances al mar.
Conjuntament van reunir una flota de prop de 350 naus en la seva majoria trirrems. En la seva contrapart la flota persa estava conformada per naus fenícies, Cilícia si egípcies afegint també les xipriotes.
Les flotes es van trobar en les aigües de Milet, davant de Lade. Però els perses conscients de la superioritat moral dels grecs van decidir fer una estratègia psicològica, que era utilitzar els tirans grecs anteriorment expulsats de les seves ciutats i que posteriorment s'havien unit a l'imperi persa per sembrar la discòrdia entre els grecs. Es van enviar missatges a les diferents ciutats estat per advertir de les terribles conseqüències que implicaria la imminent derrota de la flota grega. En un principi aquesta campanya publicitària no va aconseguir l'objectiu esperat.
A la comandància de la Flota grega hi havia l'intrèpid almirall Dionís de Focea. Aquest va sotmetre a un dur entrenament als marins hel·lens el que va causar rebuig en alguns sectors de la flota hel·lenística, com va ser el cas dels jònics que li van deixar de reconèixer com a comandant. Els sami per la seva banda van ser convençuts per la seva tirà anteriorment exiliat anomenat Éaces de retirar-se de la batalla quan aquesta comencés donant avantatge a la flota persa.
Va començar el combat naval i els sami complir el seu acord amb els perses. Però algunes naus es van quedar amb valentia en les seves posicions desobeint les ordres dels seus superiors i lluitant per la seva llibertat contra els perses. La resta 49 naus van fugir de la batalla rumb a la seva illa. El que va causar confusió en el costat grec, ja que la seva moral es veia disminuïda en veure que una part important de la seva flota es retirava covardament. Els lesbian van prendre la mateixa decisió que els sami i desertar de la batalla amb els seus 70 naus doncs van pensar segurament que la batalla ja estava perduda.
La flota helena terriblement disminuïda per les traïcions, es va veure increïblement sobrepassada en nombre davant la flota persa. Els primers a atacar davant el crític ambient van ser els fenicis que van causar gran destrucció en una forta onada d'atacs. Els primers a reaccionar per part dels grecs van ser els quiotas que van atacar i van trencar les files enemigues amb els seus 80 trirrems, capturant així alguns vaixells enemics, en vista de la imminent derrota i d'una cuina primer assalt amb alguns vaixells sota el seu control es van disposar a retirar-se, però això va causar la persecució de les seves naus per part de la flota persa que assoliment destruir 40 dels vaixells quiotas.
Els vaixells grecs van lluitar valentament però la seva derrota va ser total, ja que no tenien cap possibilitat davant tan imponent adversari. L'almirall Dionís de Focea va aconseguir sobreviure a la batalla i va capturar com a mínim 3 vaixells perses amb les seves 3 trirrems. Sense demora va viatjar fins a les desprotegides costes de Fenícia i va enfonsar uns quants vaixells, causant terror entre els habitants dels ports fenicis. Posteriorment es va dedicar algun temps a la pirateria contra vaixells cartaginesos.
Jònia estava perduda totalment, i els caps grecs van intentar congraciar amb els perses. La flota fenícia es va posar en marxa des de Milet i va començar una campanya de conquesta a les illes gregues. Histieu tracte d'organitzar la defensa de les illes bloquejant alguns avenços perses però en assabentar-se de la imminent arribada de la flota fenícia va optar per retirar-se, però va ser capturat a les terres d'Atarneu per un destacament persa a comandament de Hàrpag.
Després de la batalla de Lade, la revolta jònia havia estat sufocada i les conseqüències per als revoltats van ser terribles. Ningú es va oposar a l'avanç de les tropes de Darío que va ser prenent ciutats sistemàticament fins a finalitzar la seva campanya l'any 492 aC